# Station Vechta
Station Vechta (Bahnhof Vechta) is een spoorwegstation in de Duitse plaats Vechta, in de deelstaat Nedersaksen. Het station ligt aan de spoorlijn Delmenhorst - Hesepe, de spoorlijn naar Cloppenburg en naar Ahlhorn is opgebroken. Het station telt twee perronsporen, waarvan één aan een eilandperron. Op het station stoppen alleen treinen van de NordWestBahn.

## Treinverbindingen
De volgende treinserie doet station Vechta aan:
| Serie | Treinsoort                  | Route                                                        | Bijzonderheden |
| ----- | --------------------------- | ------------------------------------------------------------ | -------------- |
| RB 58 | Regionalbahn (NordWestBahn) | Osnabrück Hbf – Bramsche – Vechta – Delmenhorst – Bremen Hbf | Der Bramscher  |